# Marcel Boulestin

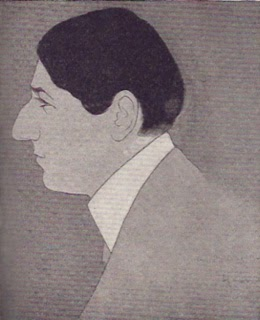
Marcel Boulestin, dargestellt von Leonetto Cappiello (1899)

Xavier Marcel Boulestin (* 1878 im Poitiers; † 20. September 1943 in Paris) war ein französischer Koch und Restauranteigentümer. Bekannt wurde er als erster Fernsehkoch und als Autor von Kochbüchern, die die französische Küche in der englischsprachigen Welt bekannt machten.
Bevor er als Gastwirt und Restauranteigentümer bekannt wurde, hatte sich Boulestin in verschiedenen Berufen versucht. So arbeitete er als Sekretär und Ghostwriter in Paris für den unter seinem Pseudonym „Willy“ bekannten Henry Gauthier-Villars und verlegte letztlich seinen Lebensmittelpunkt 1906 nach London. Dort eröffnete er zunächst ein Geschäft für Innenausstattung, mit dem sich aber kein Geld verdienen ließ. Als Autor mehrerer Bücher hatte er einen Auftrag für ein einfaches, englischsprachiges Kochbuch der französischen Küche erhalten, was sich zu einem großen Erfolg entwickelte und von da an seinen weiteren Lebensweg als Koch bestimmen sollte.
Sein Restaurant Boulestin eröffnete er 1927; es galt als eines der teuersten in London. Sein Ruf und die von ihm veröffentlichten Bücher und Artikel machten ihn bald bekannt. Er kochte vielseitig; neben der klassischen französischen Küche standen auch bekannte britische Gerichte auf seiner Karte. Beeinflusst von seiner Küche wurde unter anderem Elizabeth David, die ihn in ihren Artikeln zitierte und seine Rezepte oft variierte.

## Leben und Karriere

### Frühe Jahre
Boulestin wuchs in Poitiers bei seiner Mutter und seiner Großmutter mütterlicherseits auf. Seine Eltern lebten getrennt, einen Monat im Sommer verbrachte er bei seinem Vater in Saint-Aulaye. Die Schule besuchte er zunächst in Poitiers und später in Bordeaux, wo er offiziell ein Jurastudium aufnahm. Seine Zeit verbrachte er jedoch weitgehend in Konzerten und anderen Musikveranstaltungen in der Stadt. Für den Courrier Musical, ein Musikmagazin, schrieb er die Kolumne „Letter from Bordeaux“. Er veröffentlichte sein erstes Buch Le Pacte, einen Dialog, zu dem der Schriftsteller Henry Gauthier-Villars, der Ehemann der Schriftstellerin Colette, unter seinem Pseudonym Willy das Vorwort schrieb. Das Buch wurde jedoch auch mit Willys Unterstützung kein großer Erfolg.
Nach Ableistung des obligaten Wehrdienstes im Jahre 1899 zog Boulestin nach Paris und arbeitete fortan für Gauthier-Villars als Sekretär und als einer von mehreren Ghostwritern, darunter unter anderen Maurice-Edmond Sailland (Pseudonym Curnonsky) und Colette. Gauthier-Villars Bücher trafen offenbar den Geschmack der Zeit und verkauften sich gut. Die Charaktere von Gauthier-Villars Geschichten und Erzählungen konnte man häufig in dessen Freundes- und Mitarbeiterkreis entdecken. So wird in den Serien Claudine, Minne und weiteren Geschichten Colettes Jugend dargestellt, angereichert mit Personen wie den offensichtlich homosexuellen „Hicksem“ und „Blackspot“ aus Boulestin’s Umfeld. Gauthier-Villars Erzählung En Bombe aus dem Jahre 1904 zeichnet sein Leben mit Boulestin und seinen anderen Mitarbeitern nach, illustriert mit 100 Photos, die Gauthier-Villars als Maugis, Marcel Boulestin als Blackspot, seinen Mitarbeiter Armory als Kernadeck, Colette als Marcelle, Marcelle als Jeannine sowie Colettes Hund Toby-Chien zeigen. 1905 erschien auch Boulestins französische Übersetzung von Max Beerbohms Werk The Happy Hypocrite, die im Mercure de France zusammen mit einer von Beerbohm gezeichneten Karikatur Boulestins veröffentlicht wurde. Boulestin musste zunächst den skeptischen Herausgeber überzeugen, dass Beerbohm eine reale Person und nicht seine eigene Erfindung sei. Gelegentlich trat Boulestin auch zusammen mit Colette in verschiedenen, von Gauthier-Villars geschriebenen Stücken im Theater auf.

### In London als Innenausstatter
Boulestin mochte schon seit frühester Jugend die englische Kultur, auch in kulinarischen Hinsicht. Er versuchte seine Familie von den Vorzügen von Lamm  mit Minzsauce zu überzeugen, erstand in Paris Minzkuchen und Marmelade und lud Colette zum Nachmittagstee ein. 1906 übersiedelte er nach London, wollte aber wohl nicht die britische Staatsbürgerschaft annehmen. Nach Angabe von Elizabeth David erachtete er es wohl für einen Franzosen als unangemessen, seine Staatsbürgerschaft abzulegen. Nach den Worten seiner Biographin Brigid Allen ging er nach seinem Umzug zunächst in den Musiktempeln und Theatern und all den Verrücktheiten und dem offensichtlichen Luxus der reichen Nichtstuer auf. Zu seinen Freunden zählten Robert Ross, Lord Alfred Douglas und Reginald Turner. Am Anfang verdiente er seinen Lebensunterhalt mit den humoristischen „Letters from London“, die in verschiedenen Magazinen veröffentlicht wurden. Dazu gehörte auch das monatlich von Jacques d’Adelswärd-Fersen herausgegebene und aufwändig gestaltete Magazin Akademos. Dort veröffentlichte er auch unter dem Pseudonym „Sidney Place“ den in mehreren Folgen geschriebenen Roman Les Fréquentations de Maurice Das Buch war in Frankreich ein skandalöser Erfolg, wurde aber für eine Veröffentlichung in Großbritannien als zu gewagt betrachtet. Im selben Jahr arbeitete er zusammen mit Francis Toye an dem Unterhaltungsroman The Swing of the Pendulum. Einige seiner Londoner Feuilletons wurden als Tableaux de Londres 1912 in kleiner Auflage veröffentlicht. Er schrieb auch für Academy, ein von Lord Alfred Douglas herausgegebenes Literaturmagazin, übersetzte Theaterstücke und schrieb Artikel für verschiedene Zeitschriften, darunter Vanity Fair, Gil Blas und Mercure Musicale. Für Cosmo Gordon-Lennox, bekannt auch als Cosmo Stuart, den Theaterproduzenten, Enkel des Duke of Richmond und Ehemann der Schauspielerin Marie Tempest arbeitete er als Sekretär.
Im November 1911 eröffnete er sein Geschäft Decoration Moderne, einen Laden für Innenausstattung im Londoner Bezirk Belgravia in der Elizabeth Street 15. In seinem Buch schreibt er darüber

“My stock was small, but modern and first-rate. I had made no concessions. The silks, the velvets, the linens, the knick-knacks and the wallpapers came from Martine, André Groult, and Iribe. I had bought stuffs at Darmstadt, Munich and Vienna; Berlin and Florence supplied me with certain papers, Paris with new and amusing vases, pottery, porcelain, glass, and a few fine pieces of Negro art.”

„Mein Geschäft war klein, aber modern und erstklassig. Kompromisse habe ich nicht gemacht. Die Seide, Samt, Wäsche, Tapeten und all der Schnickschnack kamen von Martine, André Groult und Iribe. Ich habe Waren aus Darmstadt, München und Wien bezogen; aus Berlin kamen bestimmte Papiersorten, aus Paris neue tolle Vasen, Töpferwaren, Porzellan, Glas und ein paar tolle afrikanische Kunstwerke.“

Zu seinen Kunden gehörten die später als Innenausstatterin bekannt gewordene Syrie Maugham und Prominente wie Lady Curzon und Mrs. Hwfa Williams. Auch die Countess of Drogheda und Princess Lichnowsky, die später maßgeblich für den Erfolg des Omega Workshops wurde, besuchten sein Geschäft.
Während des Ersten Weltkriegs diente Boulestin in der französischen Armee als Übersetzer für den Kontakt zum britischen Expeditionskorps. Zu seinen dabei beiläufig angefallenen Aufgaben gehörte auch der Entwurf der Kleidung für die bekannte Feier des Armeekonzerts „Rouges et Noirs“. Zu seiner Freude war es ihm gelegentlich auch möglich, britischen Soldaten in deren Hauptquartier Kochen beizubringen.
Nach dem Krieg eröffnete er sein Geschäft in London neu in der 102 George Street, Portman Square, aber es warf keinen Gewinn mehr ab. Hooker schreibt dazu

“Perhaps it was a little too advanced—also during those years many shops had started what they called modern decoration; several of the Society women who used to be my customers had themselves become decorators; there was the beginning of the slump, and in addition to all these adverse conditions there were practically no stocks of any kind. Sometimes when there was an important order it could not be executed, the material being out of print, or printed on a cheaper stuff.”

„Vielleicht war es ein wenig zu gewagt, in jener Zeit eröffneten viele Geschäfte, die Innenausstattung, oder das, was sie dafür hielten, verkauften. Einige meiner bisherigen prominenten Kundinnen waren selbst Innenausstatter geworden, außerdem begann die Rezession. Zusätzlich zu all diesen schlechten Voraussetzungen gab es praktisch keine Lagerbestände irgendwelcher Waren. So kam es gelegentlich bei wichtigen Aufträgen vor, das man sie nicht beliefern konnte, da kein lieferbarer Bestand vorhanden war oder nur mit schlechterem Material beliefert werden konnte.“

In dieser Zeit veröffentlichte Boulestin das Buch Keepsake mit Essays und Kurzgeschichten, die von seinem Freund Jean-Emile Laboureur illustriert worden waren. Trotzdem ging sein Einkommen immer mehr zurück und er versuchte auf verschiedenen Wegen, zusätzlich Geld zu verdienen. So gab er Unterricht in Französisch, baute selbst gestaltete Lampenschirme und arbeitete für Privatleute als Weinberater. Zum Jahresanfang 1923 erhielt er vom Direktor des britischen Verlagshauses William Heinemann den Auftrag für ein französisches Kochbuch, das unter dem Titel Simple French Cooking for English Homes im Juni 1923 erschien. Es wurde in der Presse gelobt und verkaufte sich gut. In England galt es zu jener Zeit als schlechtes Benehmen, über das Essen zu sprechen. Dagegen vertrat Boulestin den Standpunkt, dass gutes Essen auch einer Diskussion darüber wert sei („Food which is worth eating is worth discussing“). Das fand durchaus Anklang in der Öffentlichkeit. So wurde sein Buch zwischen 1923 und 1930 sechsmal neu aufgelegt.

### Restauranteigentümer, Schriftsteller und Fernsehkoch
Infolge der Bekanntheit seiner Kochbücher eröffnete Boulestin 1925 das The Restaurant Français am Leicester Square in London. Es war vom Architekten Clough Williams-Ellis entworfen worden; die Räumlichkeiten wurden von Allan Walton gestaltet. Chefkoch wurde der Franzose M. Bigorre, der vorher für das Restaurant Paillard in Paris gearbeitet hatte. 1927 zog Boulestin in die Southampton Street, Covent Garden, wo er unter seinem Namen das Restaurant Boulestin in den Räumlichkeiten des bisherigen Sherry’s Restaurant eröffnete. Die neuen Räumlichkeiten erhielten Wandbilder mit von Laboureur und der französischen Künstlerin Marie Laurencin gestalteten Zirkusthemen, die Textilien wurden von Raoul Dufy gestaltet. Cecil Beaton nannte es das schickste Restaurant von London („the prettiest restaurant in London“). Die Zeitschrift The Restaurants of London beschrieb die Raumgestaltung durch André Groult im Jahre 1928 wie folgt:

“a modern Parisian restaurant in decoration and a luxurious one at that. The carpet is wine colour, the curtains are of patterned yellow brocade; over the mantelpiece is a painting of a dinner table ... the lounge portion of the room is illuminated and decorated by a square of hanging silk balloon lights. In a prominent place is an immense bottle of 1869 liqueur brandy de la maison, a graceful reminder that the place studies drink equally with meat.”

„.. in der Gestaltung ein modernes Pariser Restaurant, auch luxuriös damit auf einer Ebene. Die Teppich ist weinrot, die Vorhänge aus gemustertem gelben Brokat. Über dem Kaminsims hängt das Gemälde einer Festtafel.... der Gastraum wird von vier hängenden, seidenen Ballonleuchten verziert und erleuchtet. Gut sichtbar ist eine übergroße Brandyflasche des Hauses, Jahrgang 1869, ein anmutige Erinnerung daran, dass dieser Ort sowohl dem Trinken wie auch dem Essen gewidmet ist.“

Das Ansehen des Restaurants war hoch. Edward Laroque Tinker schrieb in The New York Times, dass man im Boulestin’s das perfekteste und am meisten gesuchte Essen in ganz London erhält („one gets the most perfect and récherché dinner to be found in all London“). Die Leistungen des Boulestins waren so anspruchsvoll, dass, obwohl es als das teuerste Restaurant Londons galt, der Restaurantbetrieb keinen Gewinn abwarf und sein Eigentümer sein Einkommen mit dem Schreiben zahlreicher Zeitungsartikel und Bücher aufbessern musste. Einige davon schrieb er in Zusammenarbeit mit Arthur Henry „Robin“ Adair, einem britischen Kochbuchautor, der 1923 Boulestin’s (literarischer) Partner und Übersetzer wurde.
Zu den von Boulestins Werken beeinflussten Personen gehört unbedingt Elizabeth David, die nach seinem Tod die bedeutendste Kochbuchautorin in Großbritannien wurde. In ihren Büchern zitiert sie erlaubterweise aus Boulestins Schriften, darunter wie folgt, original aus What Shall We Have Today?:

“The chief thing to remember is that all these soups … must be made with plain water. When made with the addition of stock they lose all character and cease to be what they were intended to be. The fresh pleasant taste is lost owing to the addition of meat stock, and the value of the soup from an economical point of view is also lost.”

„Am wichtigsten ist es, sich immer bewusst zu machen, dass alle diese Suppen mit gewöhnlichem Wasser gekocht werden müssen. Wenn sie mit zusätzlicher Brühe zubereitet werden, verlieren sie ihren Charakter und hören auf, so zu sein, wie sie sein sollten. Der tolle frische Geschmack geht beim Zusatz von Fleischbrühe verloren, auch unter wirtschaftlichem Aspekt verliert die Suppe.“

Diesen Punkt erwähnt sie in mehreren ihrer Bücher. Sie lenkte die Aufmerksamkeit auch auf die breite Palette von Boulestins kulinarischen Geschmacksrichtungen. Er war kein unentwegter Verfechter klassischer französischer Rezepte, sondern schrieb auch begeisternd über Currys, baskische Pipérade und Irish Stew.
Boulestin war der erste Fernsehkoch, er trat während des frühen (Experimental-)Sendebetriebs der BBC in den Jahren von 1937 bis 1939 vor die Kamera. In der ersten Sendung der dann als Cook’s night out (Der Koch geht abends aus) bezeichneten Reihe bereitete er am 21. Januar 1937 ab 9 Uhr 25 in einer Viertelstunde ein Omelett zu. In diesen Sendungen stellte er nicht nur klassische französische Gerichte wie Escalope de Veau Choisy, Crêpes d’été und Rouget Marseillaise vor, sondern präsentierte auch verblüffend einfache Gerichte wie Salate, Lammkebab, Frühlingsgemüse und Picknickspeisen.

### Spätere Jahre
Im Sommer 1939 verbrachten Boulestin und Adair ihren Urlaub wie sonst auch in einem Haus, das Boulestin in Landes gebaut hatte. Während des deutschen Angriffs auf Frankreich war Adair krank und konnte nicht fliehen. Boulestin blieb bei ihm. Adair wurde als feindlicher Ausländer von den Deutschen interniert, zunächst in Bayonne, später näher bei Paris. Boulestin zog nach Paris, um näher bei ihm sein zu können. Dort starb Boulestin nach kurzer Krankheit im Alter von 65 Jahren.
Bei Kriegsende wurde Adair aus der Gefangenschaft entlassen und kehrte nach England zurück, wo er als Redakteur für den Bereich Essen und Trinken des britischen Magazins Harper’s Bazaar arbeitete. Er verstarb 1956. Boulestin’s Restaurant bestand unter der Leitung verschiedener Personen bis 1994 weiter. 1978 wurde das Restaurant mit 75 Sitzplätzen durch Grand Metropolitan Hotels erworben und unter Leitung von Kevin Kennedy neu eröffnet. 1990 wurde es an Queens Moat Houses verkauft und 1994 geschlossen. An seiner Stelle befindet sich heute ein Pizza Hut.

## Werke
- Le Pacte, dialogue, Société libre des gens de lettres. Paris 1899, OCLC 457113383
- Les Fréquentations de Maurice (Mouers de Londres), Fortsetzungsroman, erschien unter dem Pseudonym Sidney Place. Dorbon-aîné, Paris 1912, OCLC 458665120
- Tableaux de Londres, Sammlung von Boulestin’s Kolumnen. Dorbon-aîné, Paris 1912. OCLC 35294816
- Dans les Flandres Brittaniques, Kriegserinnerungen. Dorbon-aîné, Paris 1916, OCLC 250247842
- Aspects Sentimentaux du Front Anglais, erschien unter dem Pseudonym Bertie Angle, Dorbon-aîné. Paris 1916, OCLC 461914240
- The Atnaeum: A Collection of Atrocities Committed at the Front, Kriegserinnerungen, erschien unter dem Pseudonym Bertie Angle. Privatdruck, 20 Kopien. London 1917
- New keepsake for the year 1921. Le Nouveau keepsake pour l’année 1921. Chelsea Book Club, London 1920, OCLC 77593579
- Simple French Cooking for English Homes, Heinemann, London 1923, OCLC 3355941
- A Second Helping: or, More Dishes for English Homes, Heinemann, London 1925, OCLC 558105282
- The Conduct of the Kitchen: How to Keep a Good Table for Sixteen Shillings a Week, Heinemann, London 1925, OCLC 558105222
- Herbs, Salads, and Seasonings (mit Jason Hill), Heinemann, London 1930, OCLC 221892577
- What Shall We Have To-Day? 365 Recipes for All the Days of the Year, Heinemann, London 1931, OCLC 6765535
- Potatoes: One Hundred & One Ways of Cooking (mit A. H. Adair), Heinemann, London 1932, OCLC 17558800
- What Shall We Have to Drink? Heinemann, London 1933, OCLC 3348186
- The Evening Standard Book of Menus, Heinemann, London 1935, OCLC 20383885
- Savouries and Hors-d’oeuvre: One Hundred & Twenty-Seven Ways of Preparing (mit A. H. Adair), Heinemann, London 1932, OCLC 14360712
- À Londres, Naguère, Librarie Arthème Fayard, Paris 1930, OCLC 9862172 (1948 übersetzt von A. H. Adair als Ease and Endurance)
- Eggs: One Hundred & Twenty Ways of Cooking (mit A. H. Adair), Heinemann, London 1932, OCLC 4695902
- Having Crossed the Channel, Heinemann, London 1934, OCLC 6385901
- Myself, My Two Countries ... Cassell, London 1936, OCLC 13409111
- The Finer Cooking, or, Dishes for Parties, Cassell, London 1937, OCLC 695840591
- Paris-Londres aux environs de 1900; souvenirs inédits, Librarie Arthème Fayard, Paris 1945, OCLC 31202841

Tonaufnahme auf Schellack: How To Make An Omelette in zwei Teilen: Theorie und Praxis. Zonophone 6174, London 18. Juli 1932